# Агабабов, Аршавир Аветисович
Аршавир Аветисович Агабабов — советский хозяйственный, государственный и политический деятель.

## Биография
Родился в 1902 году в селе Тох (Туг) (Нагорный Карабах) в семье сельского кузнеца.
Член ВКП(б) с 1919 года.
C 1919 года служил в Красной армии в Самарканде. В 1920 году был направлен на работу в органы Чрезвычайной Комиссии, которые вели борьбу с контрреволюцией (ЧК). После ухода из органов Чрезвычайной Комиссии — заведующий Самаркандской кассой социального страхования, ответственный работник Самаркандского окружного комитета КП(б) Узбекистана.
В 1926 году поступил на рабочий факультет Среднеазиатского государственного университета в Ташкенте, по окончании которого уехал учиться в Москву. Поступил в Московское высшее инженерно-строительное училище, затем учился в Военно-инженерной академии имени Куйбышева. Одновременно с учебой работал преподавателем и исполнял обязанности директора Московского строительного техникума.
В 1938—1939 годах — директор Азербайджанского индустриального института имени Азизбекова в Баку.
В 1939—1942 годах — заместитель председателя Совета народных комиссаров Азербайджанской ССР.
В октябре 1942 — апреле 1946 года — второй секретарь Дагестанского обкома ВКП(б).
В апреле 1946 — январе 1947 года — заместитель председателя исполнительного комитета Бакинского городского совета.
В январе 1947 — июле 1950 года — 3-й секретарь Бакинского городского комитета КП(б) Азербайджана.
Избирался депутатом Верховного Совета СССР 3-го созыва.

## Награды
- орден Отечественной войны І ст.
- два ордена Трудового Красного Знамени (27.04.1940, «в ознаменование 20-й годовщины освобождения Азербайджана от ига капитализма и установления там советской власти, за успехи в развитии нефтяной промышленности, за достижения в области подъёма сельского хозяйства и образцовое выполнение строительства Самур-Дивичинского канала»; …)
- орден Красной Звезды
- медаль «За оборону Кавказа»
- медаль «За победу над Германией в Великой Отечественной войне 1941—1945 гг.»
- медаль «За доблестный труд в Великой Отечественной войне 1941—1945 гг.»